# Lactococcus raffinolactis
Espèce

Lactococcus raffinolactis est une bactérie présente dans un large éventail d'environnements, tels que les aliments (viande, poisson, lait, légumes), animaux et de végétaux,. 
Dans les produits laitiers, cette espèce a été trouvé dans les laits crus (vache, brebis, de chèvre et de chameau) et une grande variété de fromages,. Malgré la prévalence de cette bactérie dans les produits laitiers, on sait peu de choses sur cette espèce, peut-être en raison de son statut "non dominant" par rapport aux autres lactocoques.